# San Carlos del Valle
San Carlos del Valle es un municipio español de la provincia de Ciudad Real, en la comunidad autónoma de Castilla-La Mancha. Tiene una superficie de 57,88 km², con una población de 1184 habitantes en 2015, y una densidad de 20,92 hab/km².

## Historia
Aunque se han encontrado vestigios de civilizaciones prehistóricas, romana y árabe, el origen cierto de la localidad tiene su primer dato en la desaparecida ermita de Santa Elena, construida probablemente en el siglo XII o XIII, y que hasta el siglo XVIII no fue más que eso, con la salvedad de que en una de sus paredes aparecía pintada la venerada (y milagrosa) imagen del que era llamado Santo Cristo del Valle.
Durante el siglo XVI surge en torno a dicha ermita el primer asentamiento fijo del pueblo. El aumento de las peregrinaciones para rogar al Cristo determinaron a la Corona y al Consejo de Órdenes Militares a construir una nueva ermita y unas dependencias que dieran albergue a los peregrinos; no obstante, hay razones para creer que esa era la razón aparente, y que la intención verdadera pudo ser la de realizar una construcción emblemática tanto del lugar como de la propia Corona. Eso explicaría la utilización de un código culto entremezclado con lo popular a la hora de erigir el conjunto monumental.
Finalizada la obra durante el reinado de Felipe V, y resultando un aumento rápido de la población, se hizo necesaria una reordenación urbanística, que llevó a cabo, ya en tiempos de Carlos III, Pablo de Olavide. A él se debe el plano totalmente regular que hoy estructura el pueblo. Más tarde, en diciembre de 1800, Carlos IV dictó una Carta Real de Privilegio con la que dictaminaba la independencia de San Carlos del Valle y lo convertía en municipio independiente de la villa de Membrilla.

## Demografía
San Carlos del Valle cuenta con una población de 1071 habitantes (INE 2024).
| Gráfica de evolución demográfica de San Carlos del Valle entre 1842 y 2021                                          |
| |
| Población de derecho según los censos de población del INE Población de hecho según los censos de población del INE |

## Administración y política

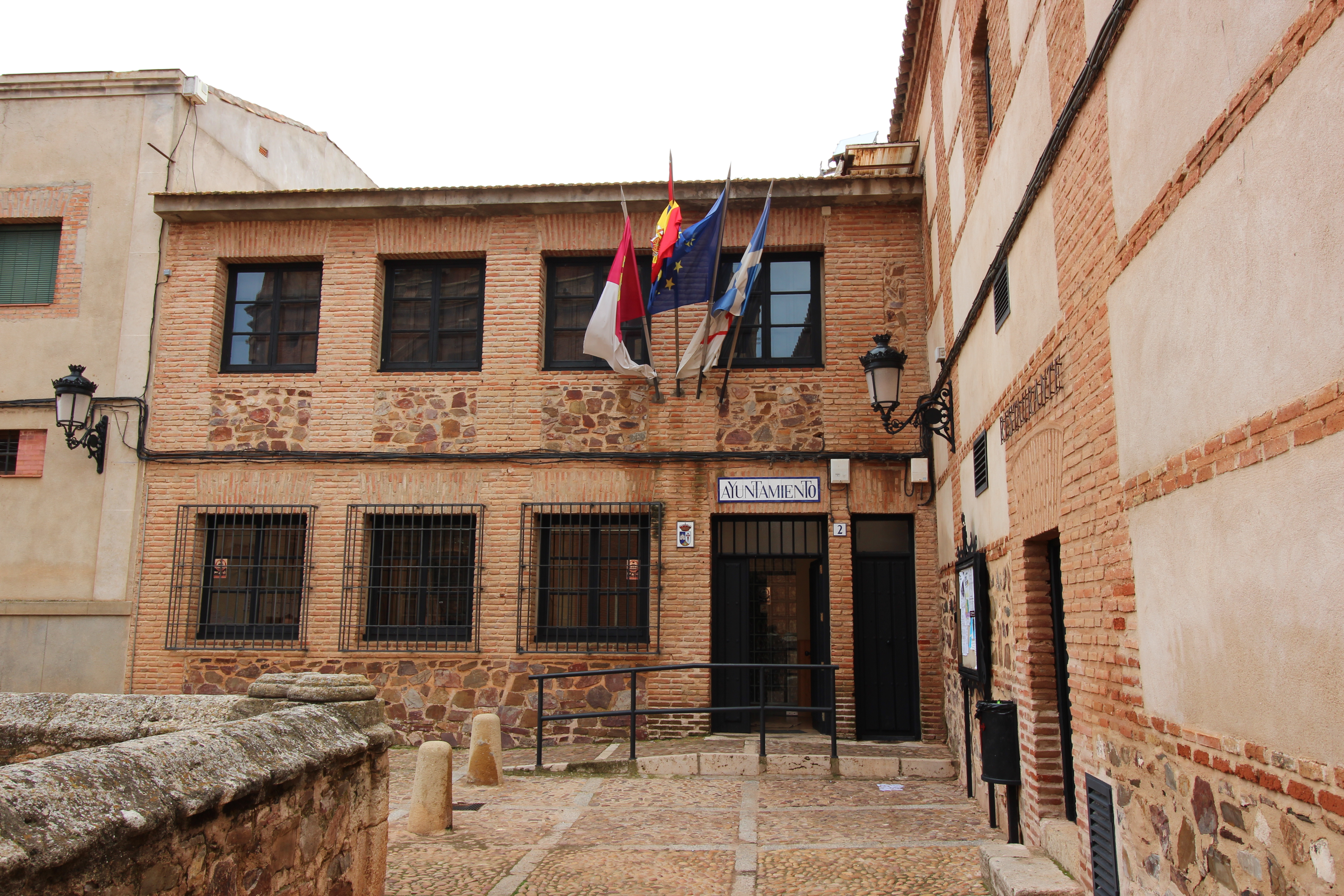
Casa consistorial

| Periodo   | Nombre                      | Partido |
| --------- | --------------------------- | ------- |
| 1991-1995 | Pedro Herreros Torres       | PSOE    |
| 1995-1999 | Pedro Herreros Torres       | PSOE    |
| 1999-2003 | Juan Antonio Torres Padilla | PP      |
| 2003-2007 | José Torres Morales         | PSOE    |
| 2007-2011 | José Torres Morales         | PSOE    |
| 2011-2015 | José Torres Morales         | PSOE    |
| 2015-2019 | José Torres Morales         | PSOE    |
| 2019-2023 | José Torres Morales         | PSOE    |
| 2023-act. | José Torres Morales         | PSOE    |

## Patrimonio
Iglesia del Cristo de San Carlos del Valle

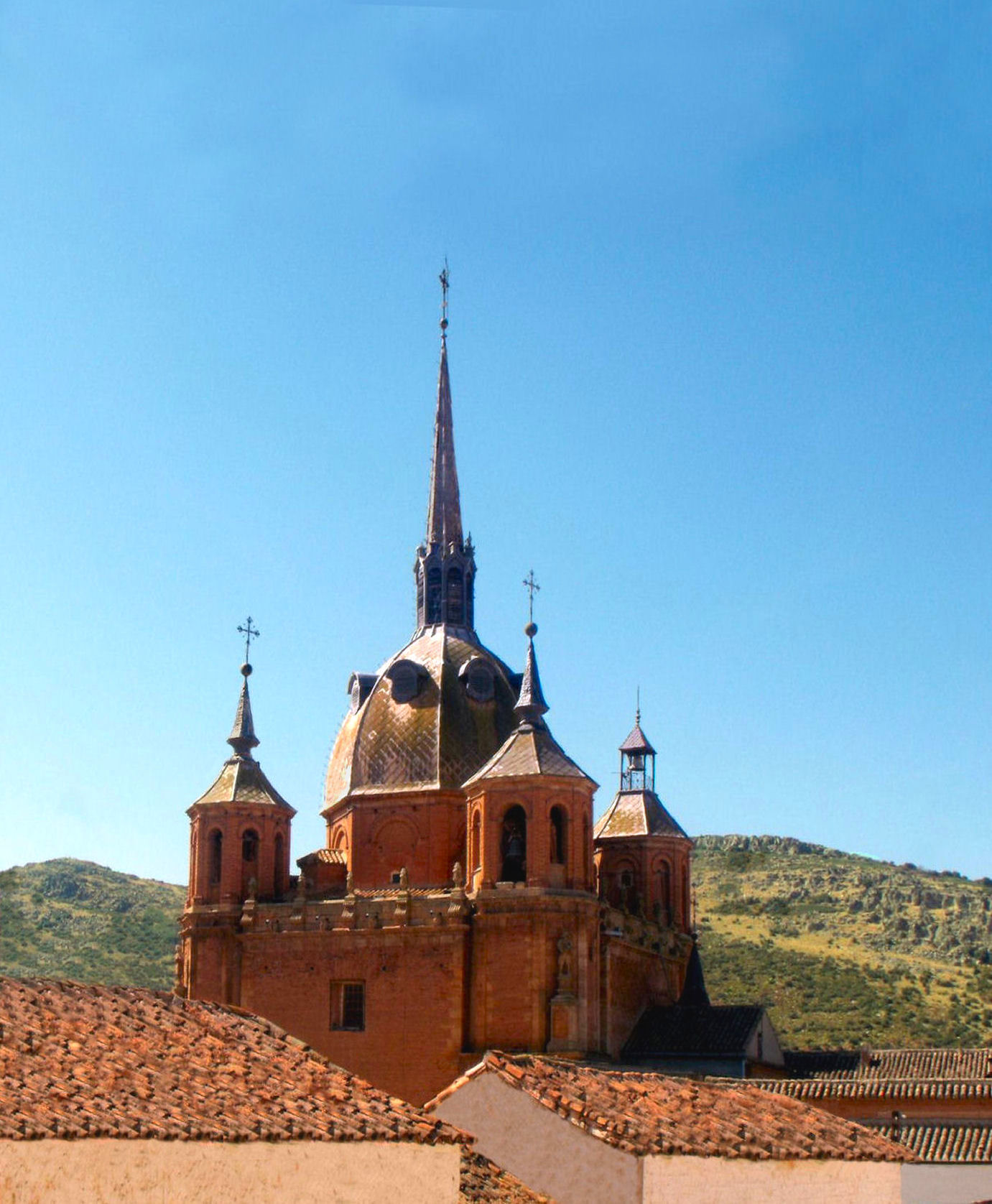
Iglesia del Cristo del Valle

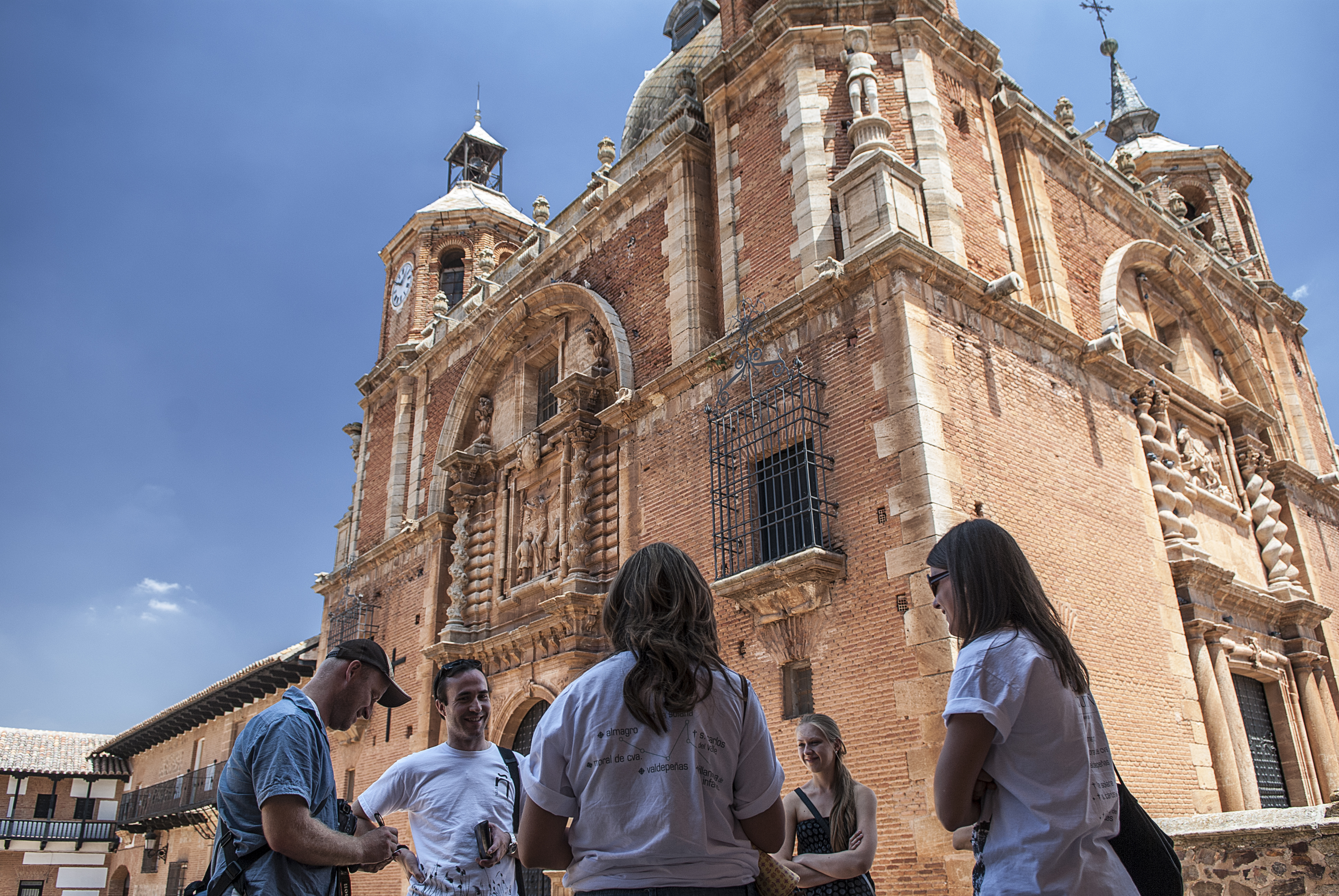
San Carlos del Valle es miembro del programa cultural Ruta Ñ para el fomento de la cultura y el idioma español

Denominada iglesia parroquial del Santísimo Cristo de San Carlos del Valle, esta iglesia barroca se edificó entre 1713 y 1729. Tiene cuatro torres cada una con un chapitel madrileño típico y una cúpula central de gran altura de más de 28 metros en su interior, coronada por una aguda flecha chapitel de impronta norte-europea muy alta, que alcanza los 47 metros desde el suelo. El 17 de abril de 1993 fue declarada Bien de interés cultural.
Plaza mayor
Tiene forma rectangular, con 53 metros de largo por 21 de ancho, está rodeada de columnas de piedra que soportan pisos y galerías adornadas de balaustres de madera. Por su disposición es evidente que nace con una función de escenario de actividades colectivas y de reunir conjuntos numerosos de gente, es prácticamente un teatro barroco con forma de plaza central. El 17 de abril de 1993 fue declarado Bien de interés cultural.

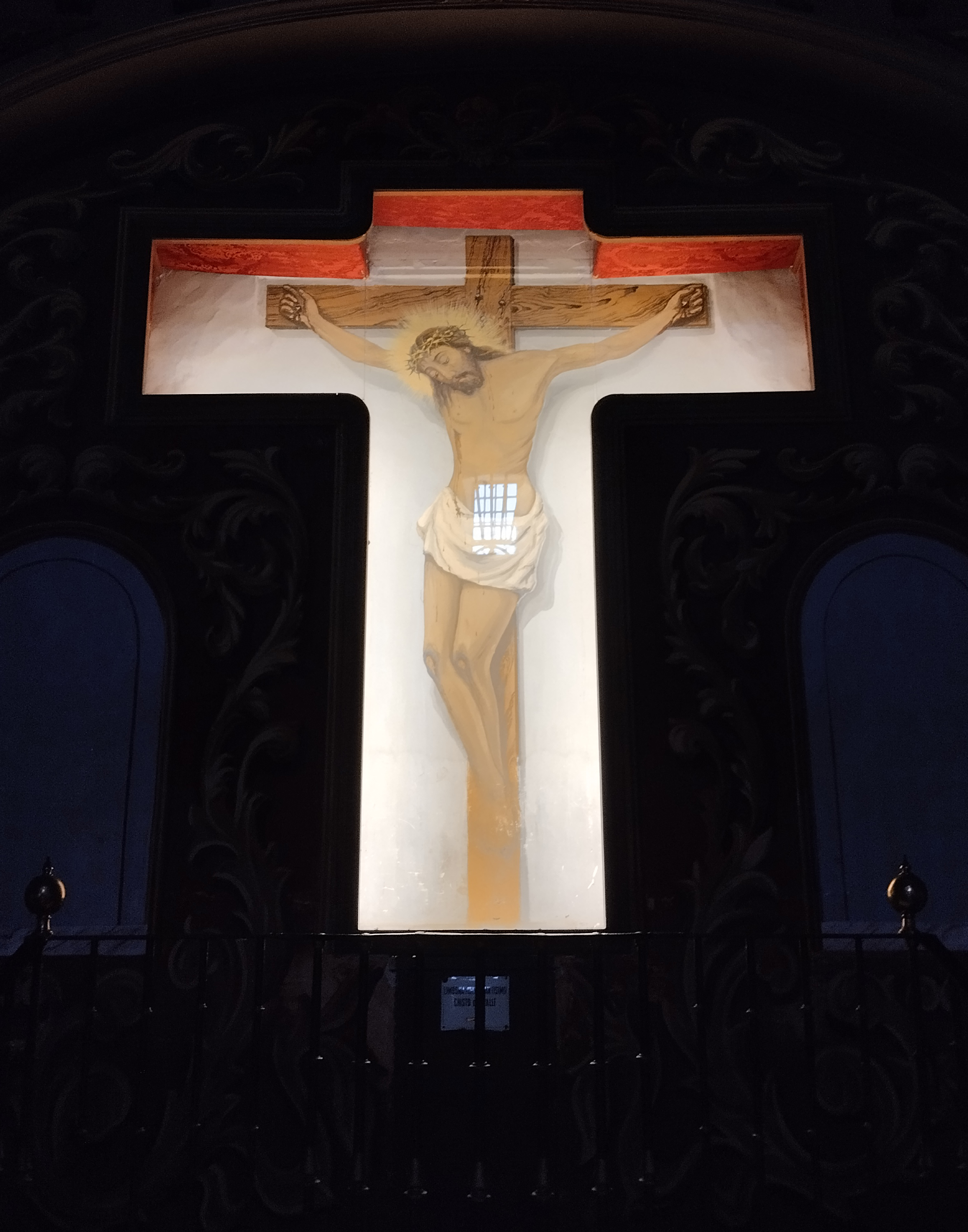
Fresco de la imagen del Cristo del Valle

## Fiestas
Romería de San Marcos
Aunque no está catalogada como romería, el 25 de abril los habitantes celebran el San Marcos. Para este día las panaderías comercializan el "hornazo" que consiste en una torta dulce con huevos cocidos dentro. Algunos también tienen bolas de anís o golosinas.
Fiestas de Santa Elena
Fiestas en honor a nuestra patrona Santa Elena. Estas fiestas tienen una duración de una semana, también conocida como Semana Cultural, siendo el día grande el 18 de agosto.
Ferias y fiestas en honor al Santísimo Cristo del Valle
Esta es la fiesta grande del pueblo, que suele durar 4 días. La fiesta es el 14 de septiembre y se hace una procesión donde se acude a ver al Cristo del Valle en la Iglesia del Cristo del Valle.
Lumbres en honor a la Virgen Inmaculada Concepción
El día 7 de diciembre de cada año, en la noche de la víspera del día de la Inmaculada Concepción (8 de diciembre) los vecinos hacen lumbres (hogueras) a lo largo de todo el pueblo.